# Louis Le Vau
Louis Le Vau, född 1612 i Paris, Frankrike, död 11 oktober 1670 i Paris, var en fransk arkitekt. Han var hovarkitekt för Ludvig XIV från 1654.

## Biografi
Till Le Vaus mästerverk märks ombyggnaden av slottet Vaux-le-Vicomte cirka 6 km öster om Melun, slottet Hôtel Lambert, flera partier av slottet i Vincennes. Han mest berömda arbeten blev hans fortsättning av Jacques Lemerciers flyglar på Louvren i strängt klassicistisk stil samt uppförande av två flyglar i Tuilerierna (de nu förstörda Pavillon de Flore och Pavillon de Mersan). Efter hans planer utfördes också Collège Mazarin där numera Institut de France huserar. Han var även verksam vid slottet i Versailles. Le Vaus är representerad vid bland annat Nationalmuseum.